# Lijst van golfers met de meeste zeges op de Sunshine Tour
Deze lijst van golfers met de meeste zeges op de Sunshine Tour geeft een overzicht weer van golfers die tijdens hun golfcarrière meer dan tien overwinningen behaalden op de Sunshine Tour. De Zuid-Afrikaanse golficoon Gary Player voert de lijst aan met 73 zeges.

## Meeste zeges
| Orde | Naam             | Land        | Aantal | Info          |
| ---- | ---------------- | ----------- | ------ | ------------- |
| 1    | Gary Player      | Zuid-Afrika | 73     | Hall of Famer |
| 2    | Mark McNulty     | Zimbabwe    | 33     |               |
| 3    | Bobby Locke      | Zuid-Afrika | 30     | Hall of Famer |
| 4    | Sid Brews        | Zuid-Afrika | 26     |               |
| 5    | John Bland       | Zuid-Afrika | 21     |               |
| 6    | Tony Johnstone   | Zuid-Afrika | 17     |               |
| 7    | Ernie Els        | Zuid-Afrika | 16     | Hall of Famer |
| 8    | Jean Hugo        | Zuid-Afrika | 15     |               |
| 8    | Bobby Lincoln    | Zuid-Afrika | 15     |               |
| 10   | Desvonde Botes   | Zuid-Afrika | 13     |               |
| 10   | Darren Fichardt  | Zuid-Afrika | 13     |               |
| 10   | Dale Hayes       | Zuid-Afrika | 13     |               |
| 10   | Jaco van Zyl     | Zuid-Afrika | 13     |               |
| 14   | Adilson da Silva | Brazilië    | 12     |               |
| 14   | Des Terblanche   | Zuid-Afrika | 12     |               |
| 16   | Fulton Allem     | Zuid-Afrika | 11     |               |
| 16   | Hugh Baiocchi    | Zuid-Afrika | 11     |               |
| 16   | Justin Hobday    | Zuid-Afrika | 11     |               |
| 16   | James Kingston   | Zuid-Afrika | 11     |               |
| 16   | Hennie Otto      | Zuid-Afrika | 11     |               |
| 16   | Wayne Westner    | Zuid-Afrika | 11     |               |
| 22   | John Fourie      | Zuid-Afrika | 10     |               |
| 22   | Allan Henning    | Zuid-Afrika | 10     |               |
| 22   | Nick Price       | Zimbabwe    | 10     | Hall of Famer |
| 22   | Ashley Roestoff  | Zuid-Afrika | 10     |               |